# Chelaprora
Chelaprora là một chi bướm đêm thuộc họ Erebidae.